# Euphorbia diuretica
Euphorbia diuretica är en törelväxtart som beskrevs av Larranaga. Euphorbia diuretica ingår i släktet törlar, och familjen törelväxter.
Artens utbredningsområde är Uruguay. Inga underarter finns listade i Catalogue of Life.